# Edenbridge (Kent)
Edenbridge est une ville et une paroisse civile du Kent, en Angleterre.